# Barrio Villa Belgrano (Córdoba)
El barrio Villa Belgrano es un barrio de la ciudad de Córdoba, en Argentina. Se ubica en la zona noroeste y es uno de los barrios más grandes en cuanto a superficie.
Sus límites oficiales los marcan el río Suquía por el sur y el este; la avenida Recta Martinoli por el norte; y por el oeste calle Heriberto Martínez.
De manzanas largas, el barrio posee unas 87 manzanas. El barrio a la vez está dividido en otros "sub-barrios" que no están reconocidos oficialmente y catastralmente por el Municipio. Ellos reciben el nombre de Vilanova, Costa Belgrano, Parque Modelo y La Pequeña. Está situado cerca de importantes centros comerciales tales como Dinosaurio Mall, Córdoba Shopping y Villa Rivera Indarte.
Cercano al barrio, se encuentra el Aeropuerto Internacional Ingeniero Ambrosio Taravella a 11 km (14 minutos aprox) y el estadio Mario Alberto Kempes.
Es un barrio residencial de los estratos socioeconómicos altos. Es una zona que está caracterizada por sus terrenos de grandes extensiones y gran valor económico, así como también una gran cantidad de árboles y forestación. Tiene un importante área comercial (Av. Gauss y Recta Martinolli) que cuenta sobre todo con restaurantes, bares y locales de ropa de marcas reconocidas, entre otros.

## Transporte
Las líneas de colectivos que unen el barrio y alrededores con otros sectores de la ciudad son:
| Corredor   | Líneas    |
| ---------- | --------- |
| Corredor 1 | - 13 - 19 |
| Corredor 7 | - 71      |
| Corredor 8 | - 82      |

## Galería

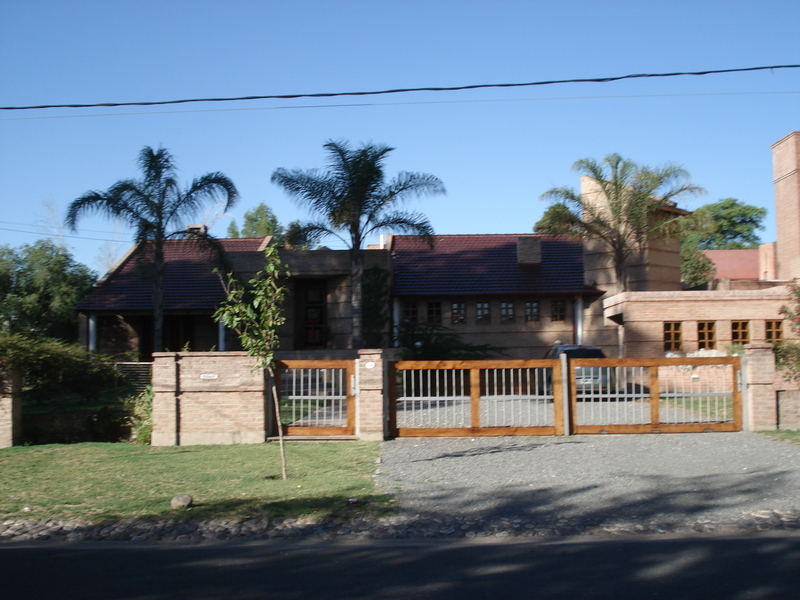
Las casas aquí suelen tener grandes dimensiones.
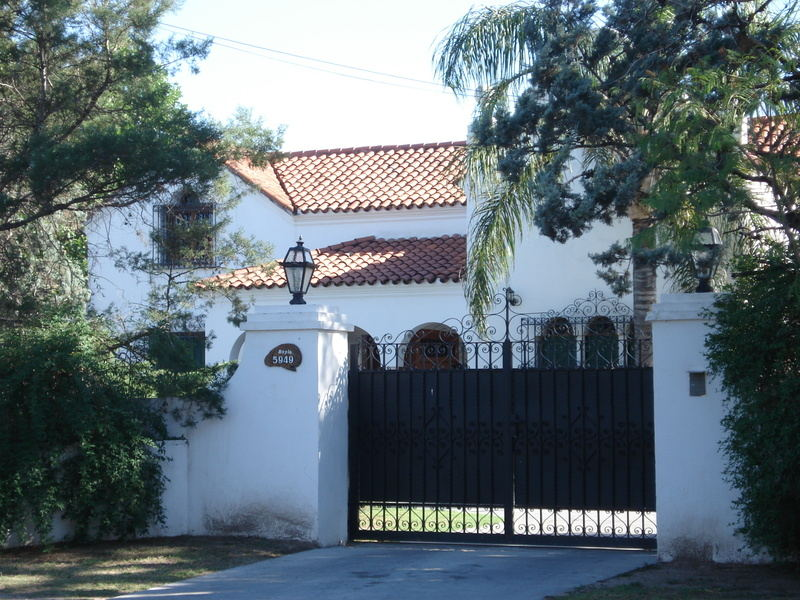
Otra vivienda del sector.